# قرن الفؤرة (الوضيع)

تعديل مصدري - تعديل

قرن الفؤره هي إحدى قرى عزلة  الوضيع بمديرية الوضيع التابعة لمحافظة أبين، بلغ تعداد سكانها 109 نسمة حسب تعداد اليمن لعام 2004.